# Cordelia (namn)
Cordelia är en diminutivform av det latinska namnet Kora. Kora är bildat av det ursprungligen grekiska ordet kore som betyder hjärta.
Den 31 december 2014 fanns det totalt 170 kvinnor folkbokförda i Sverige med namnet Cordelia, varav 76 bar det som tilltalsnamn.
Namnsdag: saknas

## Personer med namnet Cordelia
- Cordelia Edvardson, svensk journalist och författare